# Мріяти в місті смутку
Вавилон-5: мрій в Місті смутку — дев'ятий науково-фантастичний роман 1997 року із всесвіту «Вавилон-5» авторства Катрін Дреннан. Письменниця також є авторкою сценарію епізоду «Крайні заходи» третього сезону серіалу. Катрін Дреннан — дружина творця серіалу Джозефа Майкла Стражинськи.

## Стислий зміст
Джефрі Сінклер згадує як він ще будучи лейтенантом бився в «Фурії» у Битві на лінії. Як крейсер мінбарців виринув із зони переходу прямо перед його ланкою та систематично й цілеспрямовано ліквідовував земні винищувачі. Як він ринувся в останню лобову атаку на мінбарців й з цього нічого не вийшло. Як він опинився в печері а мінбарці його катували.
Це були спомини в його сні. Він перебував на Мінбарі — перший посол Землі в Мінбарській Федерації.
Сінклер вже 2 тижні перебуває в столиці Мінбару та знайомиться з членами Сірої ради. Його вже навіть встигли короткочасно арештувати. І вже 2 тижні він не міг зустрітися з мінбарськими чиновниками та вийти на зв'язок із Землею.
Зрештою Шерідану вдається зв'язатися з Центром зв'язку Земного Куполу. Речник президента Кларка відповідав про ніщо. Три сенатори теж не відповідали. Сінклер виходить з себе і вирішує провітритися. Він зустрічає представника касти майстрів та звертається до нього на його наріччі. Майстер відповідає англійською мовою. Він знає — це посол Сінклер. І його знайомий зварювальник таки переміг ліжко — він зафіксував його в прийнятному для землян горизонтальному положенні.
Сінклеру знову снився Бій на лінії. Та як його полонили мінбарці. Прокинувшись Сінклер згадував як представники Псі-корпусу вельми цікавилися — чому він не міг згадати 48 годин після бою. Та намагалися довести що Сінклер — зрадник. Того дня до посла нарешті прибула робота — прилетіли земляни. З газети першого ж з них посол довідався — загинув президент Земної Федерації два дні тому. Ще в одній новині Сінклера називали не послом а політичним авантюристом. Посол ухвалив рішення та написав заяву про відставку.
Земний дослідницький корабель вивчає планету Фенсалір. Самотньою дослідницею є наречена Джеффа Сінклера Сакай.
На Арісії-3 начальник геологорозвідувальної експедиції Маркус Коул заради врятування родинної справи досліджує зразки на наявність квантію-40 необхідного для міжпросторових стрибків. По «Стелларкому» приходить повідомлення від його молодшого вітроголового брата Вільяма — той вирішив відвідати Мінбар.
Через добу після реляції про полишення посади посла Сінклера викликає Вибраний — духовний лідер мінбарців. В кімнаті у Вибраного Дженімера на Сінклера очікували посол Деленн посол Кош та ще один ворлонець. Вибраний вибачається перед земним послом за його ізоляцію від подій — це спричинили дії земного уряду а мінбарці цим скористалися в своїх цілях. Посол Деленн розказує Сінклеру історію Мінбару — зокрема про зустріч з Тінями. Сінклер пригадує ці кораблі. І як перший Вибраний Вален привів допомогу ворлонців й створив Анла'шок — мінбарський аналог Рейнджерів. І що тіні знову вказалися. І що військова каста мінбарців не вірить в це. Вибраний вітає Сінклера — він новий Ентіл'За — керівник Рейнджерів. Мінбарці бачать у Сінклері втілення Вибраного — він не належить ні до однієї з трьох каст але має до них дотичність. Також вони вважають — душа мінбарця відродилася в людському тілі. Під час релігійного диспуту Сінклер несподівано погоджується очолити організацію. Окрім того — в рейнджери мінбарці готові брати й землян.
Сакай вже кілька днів перебуває в гіперпросторовому перельоті. Вона згадує свою родину. Корабель готується до виходу в звичайний космос через найдавнішу серед виявлених зону переходу. Однак планета яку вона мала досліджувати змінилася — ніби хтось стер в пил усю її поверхню в глибину на десятки кілометрів.
Представник Сірої Ради з касти військових Нерун розлючений призначенням Сінклера; про це він говорить Раді. В своєму виступі Нерун допустився помилки і напряму звернувся до Сінклера — це згідно етикету надало йому можливість відповісти. Використавши можливості дипломатичного етикету Сінклер вирішив здійснити лобову атаку. І це спрацювало. Неприкрита правда переконала членів Сірої Ради. Сінклера обрали керівником Рейнджерів; представникам касти ремісників і людям дозволили вступати в корпус.
Сінклер готується стати Головним рейнджером. Для цього йому доводиться пройти силу-силенну медичних обстежень і таки вдягти офіційний мінбарський одяг. Він вирушає в Тузанор (Місто печалей). Тут він приймає присягу Першого рейнджера. А потім вступає в командування рейнджерами. Їх лишилося аж 34.
Сінклер починає займатися адміністративними питаннями. Йому вдається добитися постачання земних продуктів для майбутніх рейнджерів-землян. Частково вдається переконати ворлонського посла в необхідності поділитися інформацією про пересування Тіней. Також Головний рейнджер зумів переконати Майстра бою на палицях в необхідності навчання землян — при цьому був змушений битися і зазнав доброго прочухана.
Сакай була настільки стривожена тим що сталося га досліджуваній нею планеті що відіслала звіт раніше за встановлений термін. Сінклер умудрився у відповідь вкласти власний файл — будь обережна йдеться імовірно про Тіні.
Сінклер підготував випуск перших рейнджерів-землян. З одним із них він передав зашифровану записку керівнику служби безпеки Вавилону-5 Гарібальді. Іще одну — Сакай із закликом переїздити до нього.
На торговій планеті Арісії новоспечений рейнджер намагається переконати брата теж записатися в загін. З цього нічого не виходить; зустріч закінчується домовленістю щодо умов продажу Корпусу квантію-40.
Після дослідження чергової планети Сакай на «Скайденсері» гіперпростором повертається додому. Корабельна система помічає незвичні параметри і що корабель збився з курсу. «Скайденсер» оточує 12 кораблів невідомої побудови. Корабель Сакай опинився біля точки гіперстрибка тому він опинився в центрі строю невідомих кораблів. Невідомі кораблі зникли своїм маршрутом — але один продовжив слідувати за нею. Після трьох днів переслідування на відстані при наближенні до зони переходу чужий корабель рушив на перехоплення «Скайденсера». При самому переході Сакай викинула весь вантаж. Це її врятувало — чужинець вистрелив впритул — і вибухи від вантажу виштовхнули з підпростору «Скайденсер».
На Арісії брат-торговець показує брату-рейнджеру планету. Несподівано перед Житловою сферою виникають вугільно-чорні кораблі і починають знищувати будови. Брат-рейнджер Вільям загинув від постріла Тіней. Брат-торговець Маркус поклявся дістатися до Мінбара та повідомити про напад Тіней і на шатлі вирвався з Арісії.
Вільяма знайшли на шатлі і лікують від радіаційного ураження. Маркус в його думках привітав із спасінням і відійшов. Сакай після звітування на «Скайденсері» прилітає до «Вавилону-5» — і аж там дізнається що Сінклер на Мінбарі. В лікарні Маркус з новин дізнається що про катастрофу на Арісії повідомили неправду — ніби-то сталася аварія обладнання; із 150 людей вижив він один. Після доби пошуків на Вавилоні-5 Сакай знаходить коротку записку від Сінклера із запрошенням прилетіти на Мінбар. Після ходіння по колу у розмові із співробітником департаменту енергетики Маркус підписує страховку — в ній зазначено що на Арісії сталася техногенна катастрофа. Сакай не може зв'язатися з Сінклером на Мінбарі; допомогти береться Гарібальді.
Сакай прилітає на Мінбар і таки проривається до Сінклера. Вона влаштовується на Мінбарі і планує жити далі з Сінклером.
Сінклер оповідає Сакай про свої курсантські роки і обставини за яких він познайомився із Шеріданом. Несподівано мінбарці скликають термінову нараду. Сіра Рада позбавила посланкиню Деленн місця в своїх рядах. Ворлонський посол наполягав на неприпустимості присутності Сакай — Сінклер відкидає цю вимогу.
Маркус Коул виконуючи волю загиблого брата прилітає на Мінбар щоб зустрітися із Сінклером. Він спричиняє коротке сум'яття в залі очікування потім з ним проходжується рейнджер-мінбарець і оповідає про загиблого брата. І розповів Маркусу більше схожі на побрехеньки історії як Сінклер врукопашну переміг двічі мінбарців. Сінклер переконує Маркуса лишитися на курсах підготовки рейнджерів.
Сакай не погоджується сидіти при Сінклері стати домогосподаркою — вона хоче стати рейнджером. Головний рейнджер через силу погоджується.
Маркус розпочав займатися в групі підготовки рейнджерів. Йом перепадало від майстра бою на мінбарських бойових палках і він мусив ще й медитувати. І вчитель медитації побив Маркуса в бою на палках.
Маркус спілкується із Сінклером пізно ввечері в мінбарському молитовному місці. Вони перекидаються жартами; Сінклер підказує Маркусу як краще справитися із мінбарським вченням. Тим часом прибуває високопоставлений мінбарець та повідомляє Головному рейнджеру — голова Сірої ради помирає.
Згідно волі помираючого голови Сірої ради Дженімера Сінклер має стати Ентіл'За — живим втіленням Першого рейнджера Валена.
Заради заспокоєння жерців Сінклер погоджується під час церемонії посвячення випити один ковток священного напою — при тому що він може бути для землян отруйним. Аж на четверту добу Джефрі повернувся до реальності із країни сновидінь.
Група рейнджерів після навчання приймає присягу — серед них і Сакай. Відразу після церемонії скликається нарада керівництва. Мінбарець пояснює ситуацію а ворлонець мовчить. Йдеться про події навколо Вавилону-4 і третьої планети біля Вавилону-5. Слуги Тіней намагаються розширити часовий розлом і це потребує втручання рейнджерів. Серед кращих пілотів що вирушають на завдання є і Сакай. Сінклер наполягає на своїй участі в операції.
Рейнджери випробували 3 експериментальні винищувачі і лишилися ними задоволені. Пілоти готуються до дороги в простір біля Вавилону-5. Після прибуття на орбіту планети до корабля рейнджерів прилетів шатл — на ньому для оперативників привезли 3 стабілізатори часу. Перед вильотом Сінклер встигає замінити стабілізатор Сакай своїм.
3 мінбарські винищувачі з рейнджерами вирушають в зону розлому. В бою вони знищили 3 винищувачі попихачів Тіней і рушили до пристрою який вони охороняли. Пристрій охороняли ще 2 винищувачі Тіней. Маневром рейнджери ліквідують і ці 2 винищувачі та наближаються до механізму. Рейнджери підривають пристрій і їх чомусь затягує в розлом. На повній потужності двигунів вони задкують від воронки. Однак прилітає ще один винищувач Тіней й пошкоджує корабель Сакай. Сінклер підбиває винищувач Тіней і кидається в розлом за Сакай. Винищувач Тіней врізається в механізм; той вибухає і пролом закривається. Після відновлення сполучення корабель Сакай не знайдений.
Два пошкоджені винищувачі повернулися до Епсілона-3. Сінклер добивається зустрічі з двома ворлонцями — щодо розлому. Дізнавшись що від нього приховали інформацію про неможливість повернути Сакай Сінклер відмовляється комунікувати з ворлонцями. Тільки прийшовши в пусту кімнату Головний рейнджер дав волю почуттям. І лише згодом помітив що в кімнаті є ворлонський посол Кош. Ворлонець прийшов висловити свої співчуття — річ майже неможлива. І вже покинувши кімнату Кош відповів на запитання Сінклера — може бути він ще зустріне Сакай.